# فرودگاه جینگدژن لوییا
فرودگاه جینگدژن لوییا (به انگلیسی: Jingdezhen Luojia Airport) یک فرودگاه با کد یاتا JDZ است. این فرودگاه در کشور چین قرار دارد و در ارتفاع ۳۴ متری از سطح دریا واقع شده‌است.

## شرکت‌های هواپیمایی و مقصدهای پروازی
| شرکت‌های هواپیمایی  | مقصدهای پروازی                                                      |
| ------------------ | ------------------------------------------------------------------- |
| ایر چاینا          | پکن                                                                 |
| هواپیمایی شرقی چین | هانگجو ژیاشان، کونمینگ چانگشوی                                      |
| شاندونگ ایرلاینز   | چنگدو شوانگلیو، زیامن گائوچی                                        |
| شنژن ایرلاینز      | فوژو چنگل، بایون گوآنگجو، شانگهای هونگچیائو، شنژن بن، شی‌آن شیان‌یانگ |